# Joseph von Eichendorff
El baró Joseph von Eichendorff   (castell de Lubowitz, 10 de març de 1788 - Nysa, 26 de novembre de 1857) fou un poeta i novel·lista alemany.

## Vida
Eichendorff va néixer a Schloss Lubowitz, prop de Racibórz, a Silèsia. Els seus pares eren el baró Adolf von Eichendorf, un oficial prussià, i la baronessa Karoline von Kloche, de família aristocràtica catòlica. De 1793 a 1801, estudià a casa amb el seu germà Wilhelm. L'octubre de 1801, els dos germans varen ser enviats a l'institut catòlic de Breslau en règim d'internat al convent Saint-Joseph, fins al 1804. Després Joseph von Eichendorff marxa a estudiar dret a la universitat de Halle (1805-1806) i de Heidelberg (1807-1808), on troba el poeta Isidorus Orientalis, que tindrà una gran influència sobre ell i sobre la seva obra. El 1808, emprengué un viatge d'estudis a través d'Europa, visitant París i Viena. El 1809, tornà a Lubowitz per ajudar el seu pare en l'administració dels béns de la família.

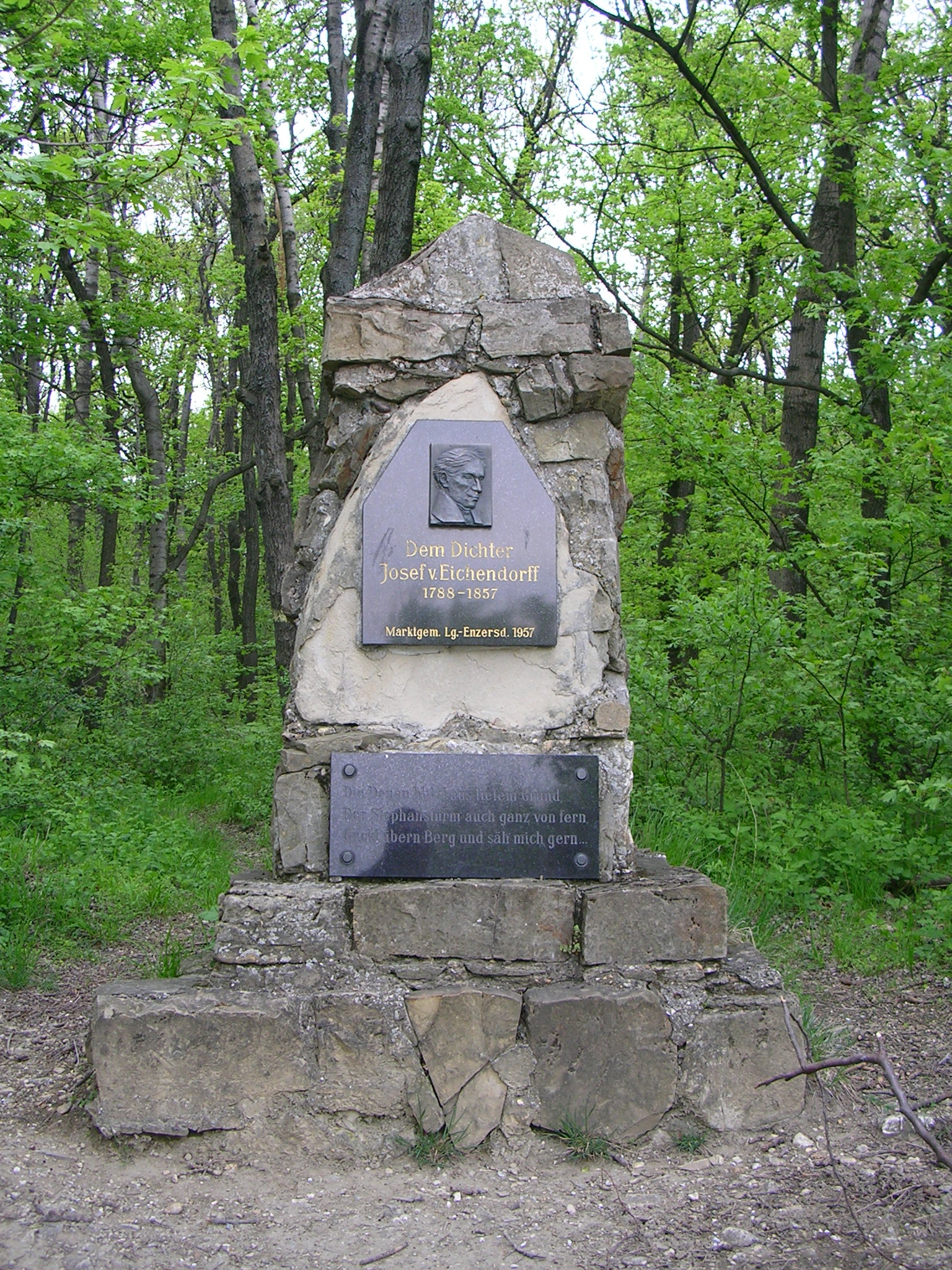
Memorial en homenatge a Eichendorff, Langenzersdorf

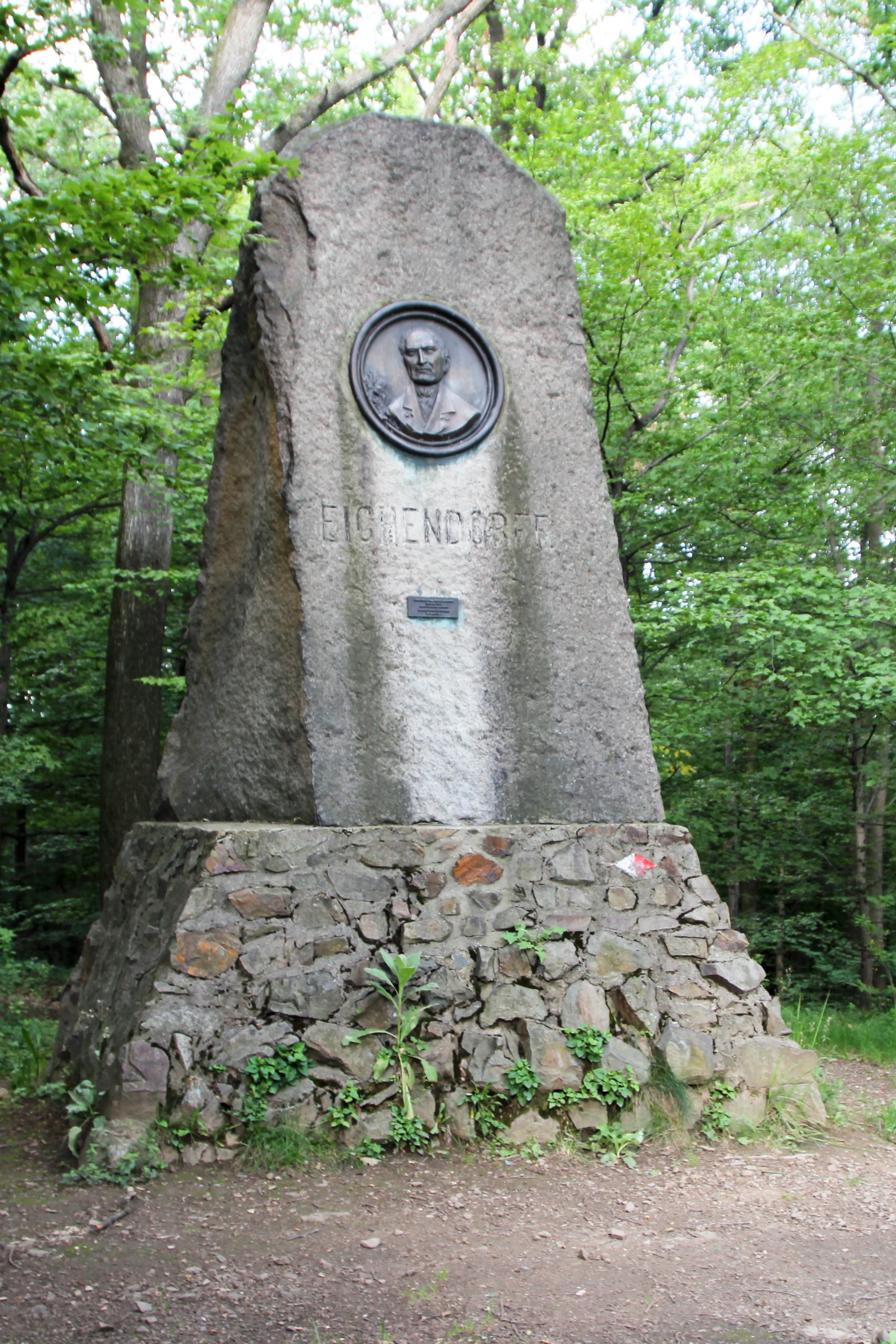
Memorial en homenatge a Eichendorff, Prudnik

A l'hivern de 1809-1810, Eichendorff s'instal·là a Berlín, on troba Johann Gottlieb Fichte, Achim von Arnim, Clemens Brentano, i Heinrich von Kleist. Acaba els seus estudis a Viena el 1810-1812. De 1813 a 1815, combat a les guerres d'alliberament. El 1816, va entrar a l'administració prussiana, com a intern a Breslau. El 1817, va tenir una filla, batejada Thérèse.
Es fa conseller de l'escola i de l'Església catòlica de Danzig el 1821, després Oberpräsidialrat a Königsberg el 1824. El 1831, s'instal·là amb la seva família a Berlín, on treballa per a diversos ministeris. El 1841, és nomenat conseller secret del govern. El 1844, dimiteix, en resposta a divergències d'opinió sobre els mètodes d'interrogatori, i es retira amb la seva dona Louise, la seva filla Thérèse i l'oficial prussià Louis von Besserer-Dahlfingen. Per a escapar dels perills de la revolució, va viatjar a Dresden i Köthen el 1849. Allà, el 1854, la seva filla va adquirir la casa del Major Nicolaus Joseph von Holly-Ponienczecz. Eichendorff va tornar a Köthen l'abril de 1855 i roman en aquesta casa fins a octubre. De 1856 a 1857, és l'amfitrió, a Breslau, de Heinrich Förster, a la seva residència d'estiu de Schloss Johannisberg.
Eichendorff va morir el 26 de novembre de 1857a Nysa, en Alta Silèsia.

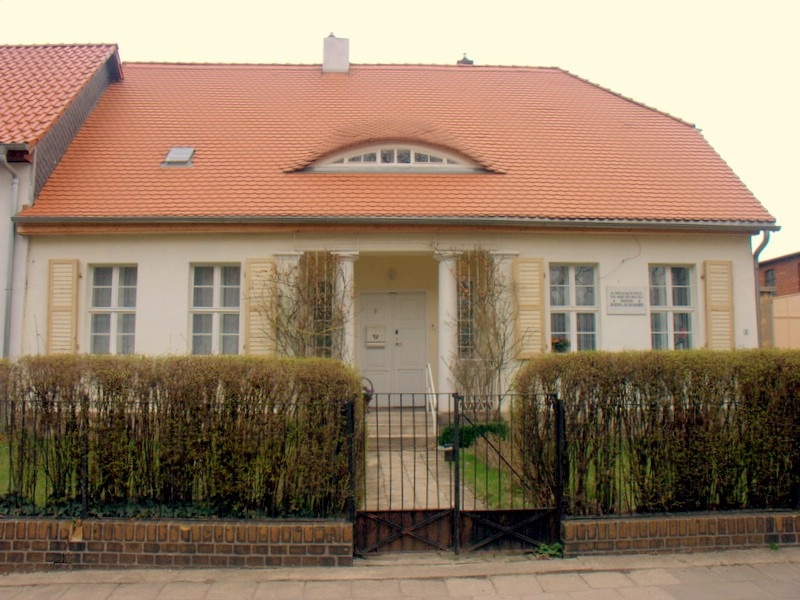
Casa de Köthen on Eichendorff s'allotjà d'abril a octubre de 1855

Successor de Clemens Brentano, va escriure un poema sobre la Lorelei: pressentiment i actualitat, contribuint així a fixar aquest mite en la història, la qual se la considera molt antiga.
El 1956, el Cercle de Wangen, i el museu Eichendorff de Wangen Im Allgäu, varen crear el premi de literatura Eichendorff. Fundada el 1931, la Societat Eichendorff es dedica a l'estudi de la vida, de l'obra i de la influència de Joseph von Eichendorff. De 1935 a 1943, es va concedir un premi anomenat Joseph Freiherr von Eichendorff .

## La seva obra mestra
Escenes de la vida d'un quasi res és una novel·la típica del romanticisme, el viatge i l'amor són els seus principals assumptes. El protagonista marxa del molí del seu pare i es fa jardiner en un castell vienès, on s'enamora d'una suposada filla del duc. Com que és inaccessible per a ell, marxa cap a Itàlia, però torna llavors a Viena, on acaba descobrint que ha confós la jove dona que estima amb la filla del duc, que la que estima ha estat just adoptada pel duc i que res no s'oposa al seu casament.

## Obres principals
- Die Zauberei im Herbst, 1808

- Contes de fades i sagues d'Alta Silèsia (Oberschlesische Märchen und Sagen), 1808-1810
- Ahnung und Gegenwart, 1815
- L'Estàtua de marbre (Das Marmorbild), 1819
- Escenes de la vida d'un quasi res (Aus dem Leben eines Taugenichts), 1826
- Dichter und ihre Gesellen, 1833
- Viel Lärmen um nichts, 1833
- Auch ich war in Arkadien, 1834 (ou 1838)
- Die Meerfahrt, 1835
- Das Schloss Dürande, 1837.
- Die Entführung, 1839
- Die Glücksritter, 1841
- Libertas und ihre Freier